# Damme (Bélgica)
Damme es un municipio de la región de Flandes, en la provincia de Flandes Occidental, Bélgica. A 1 de enero de 2018 tenía una población estimada de 11 008 habitantes.

## Historia
Población del Condado de Flandes, durante la guerra de los Ochenta Años, en junio de 1584 mediante acuerdo con Alejandro Farnesio se une a los Países Bajos Españoles. Debido a su posición fronteriza con las Provincias Unidas, comienza a fortificarse en 1609. Será ocupada por las tropas de John Churchill, I duque de Marlborough en 1709, pasando a los Países Bajos Austríacos en 1714.

## Geografía
Se encuentra ubicada al oeste del país, cerca de la frontera con los Países Bajos.

### Secciones del municipio
El municipio comprende los antiguos municipios, que se fusionaron en 1977:
| - Damme - Hoeke - Lapscheure - Moerkerke - Oostkerke - Sijsele |

### Galería

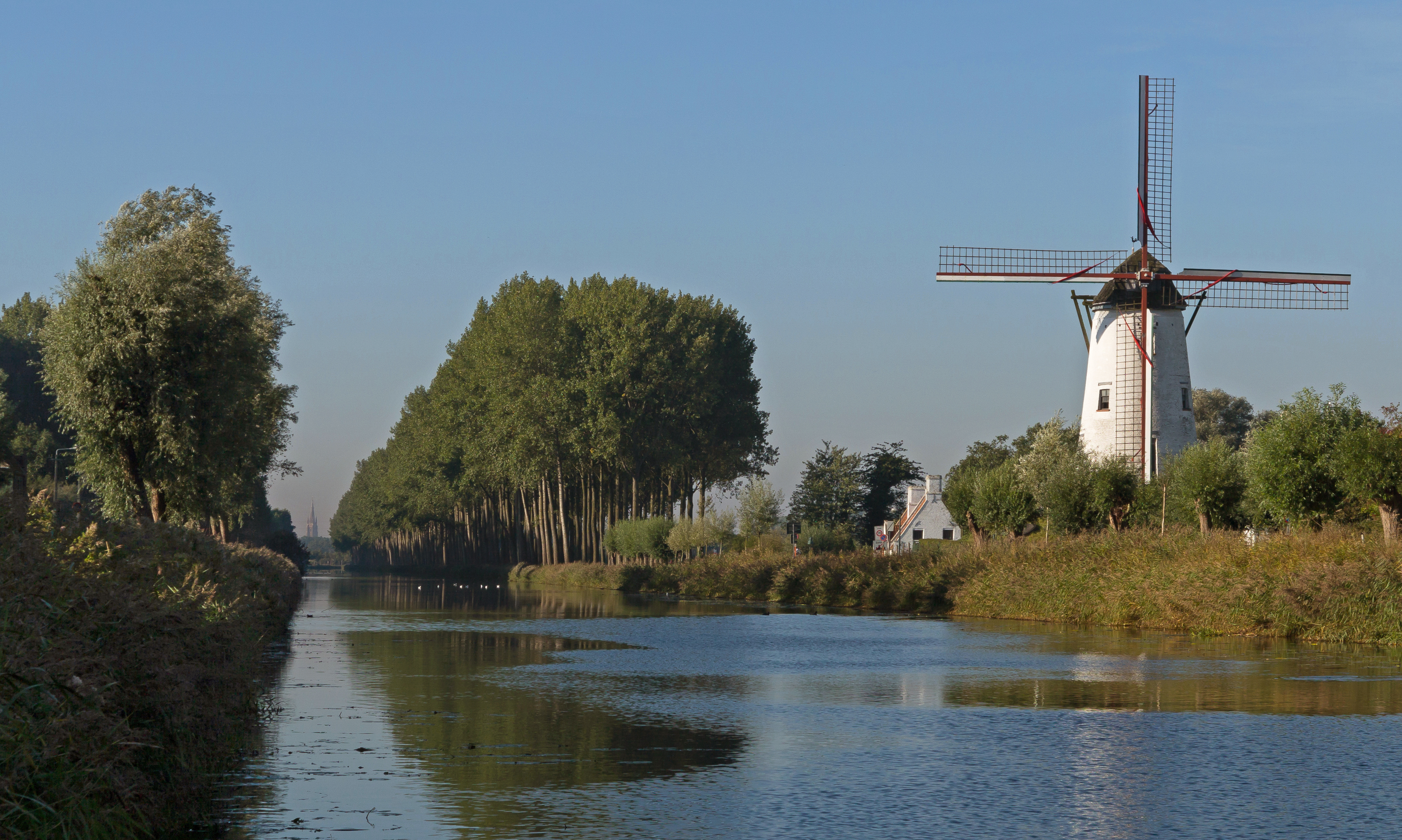
Damme, el molino: Schellemolen
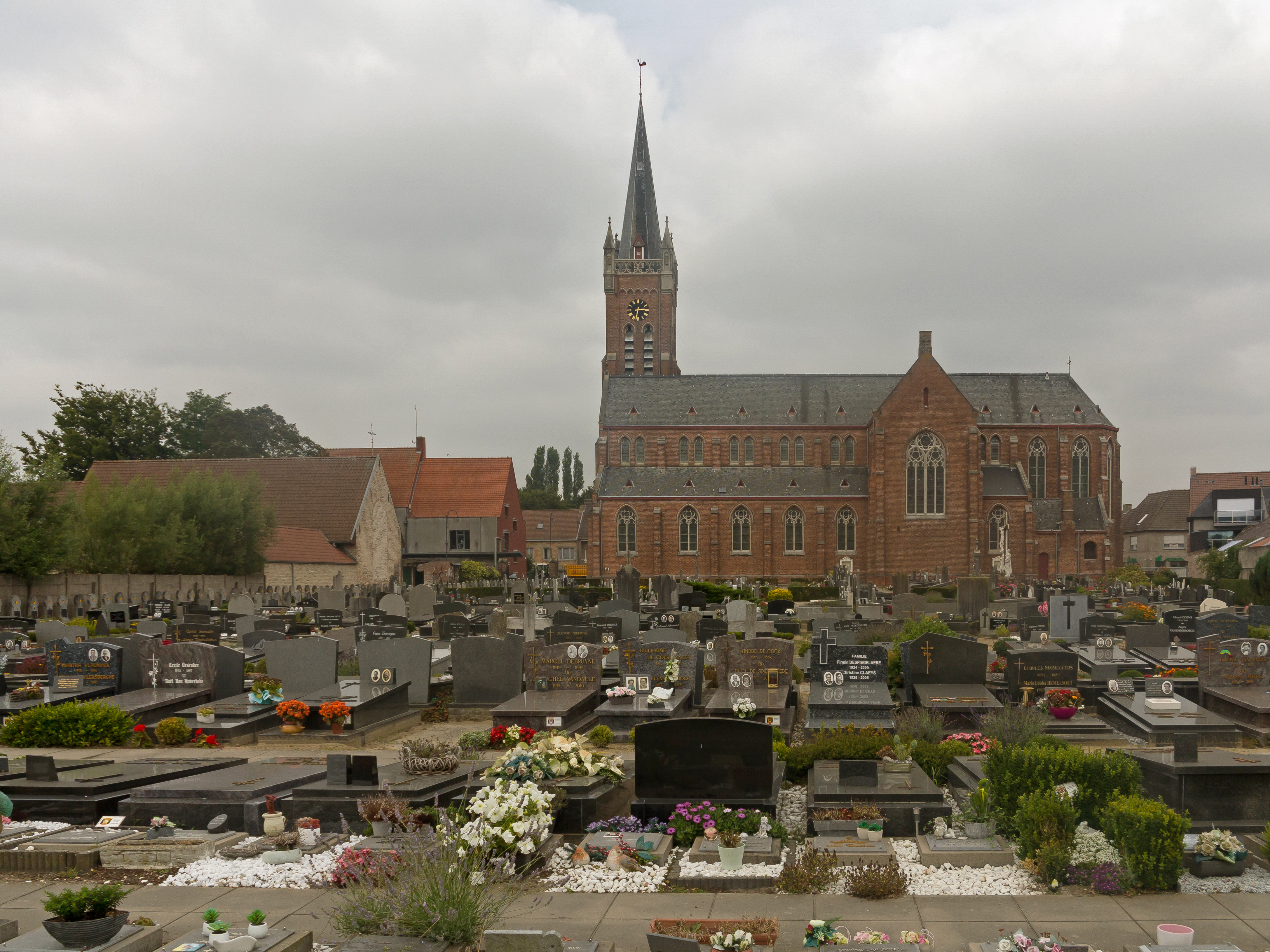
Sijsele, la iglesia: Sint Martinuskerk
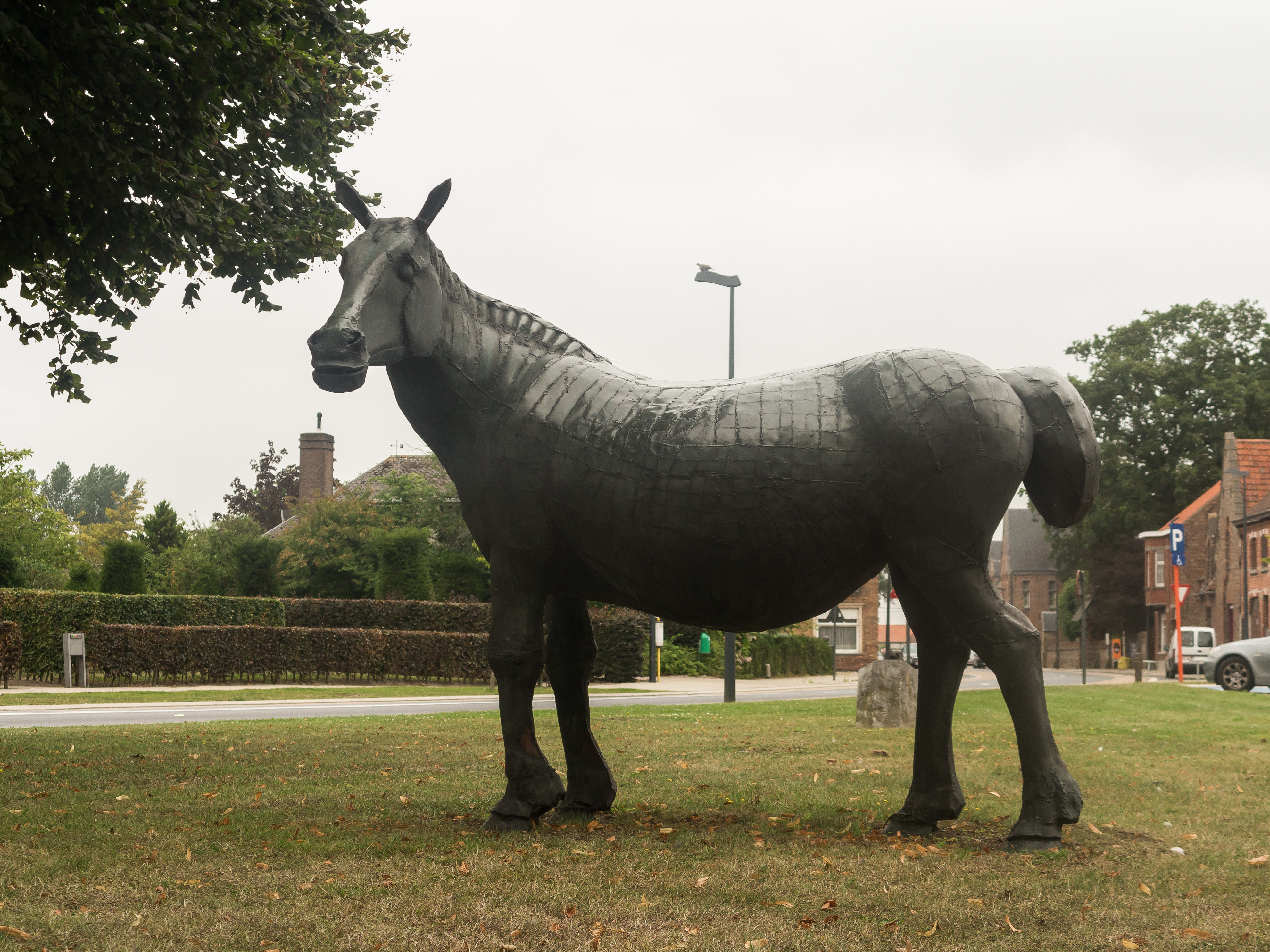
Vivenkapelle, la esculptura Het Paard (El Caballo) - el monumento de inauguración
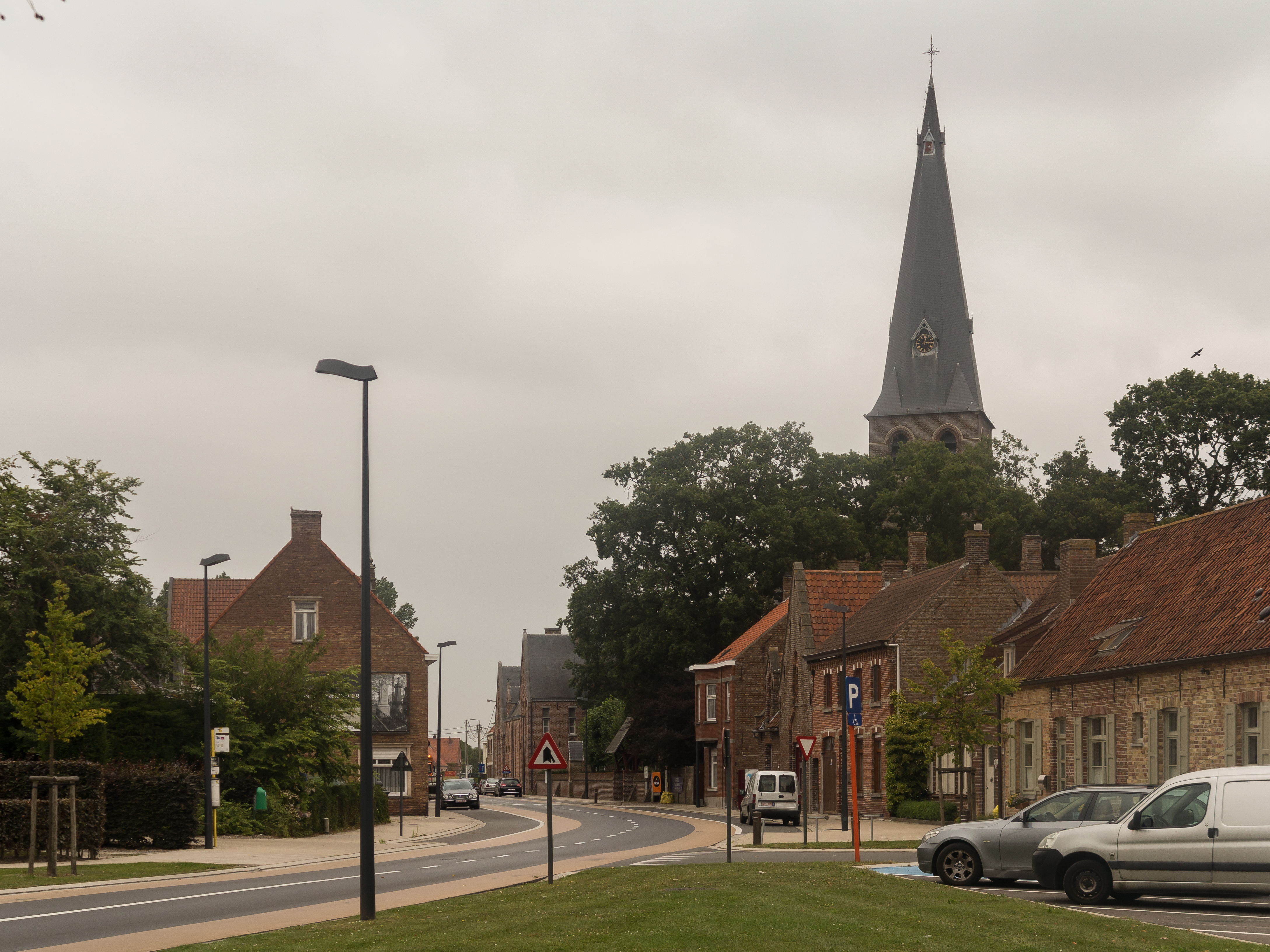
Vivenkapelle, la iglesia (Onze-Lieve-Vrouw-Geboortekerk) en la calle

## Demografía

### Evolución
Todos los datos históricos relativos al actual municipio, el siguiente gráfico refleja su evolución demográfica, incluyendo municipios después de efectuada la fusión el 1 de enero de 1977.
| Gráfica de evolución demográfica de Damme entre 1846 y 2020 |
|                                                             |